# مارغريت جورمان
مارغريت جورمان (بالإنجليزية: Margaret Gorman)‏ هي عارضة أمريكية، ولدت في 18 أغسطس 1905 في واشنطن العاصمة في الولايات المتحدة، وتوفيت في 1 أكتوبر 1995 في باوي في الولايات المتحدة.

## وصلات خارجية
- مارغريت جورمان على موقع IMDb (الإنجليزية)